# Psychotria flavida
Psychotria flavida là một loài thực vật có hoa trong họ Thiến thảo. Loài này được Talbot miêu tả khoa học đầu tiên năm 1894.